# Sgt. Pepper's Lonely Hearts Club Band
《Sgt. Pepper's Lonely Hearts Club Band》는 영국의 록 밴드 비틀즈의 여덟 번째 정규 음반이다. 1967년 5월 26일 영국에서, 1967년 6월 2일 미국에서 출시되었다. 그와 동시에 상업적 및 비평적으로 즉각적으로 성공해 영국 음반 차트에서 27주간 정상을, 미국에서는 15주간 정상을 차지했다. 발표 뒤로 거의 모든 평론가는 음반의 혁신적인 음악 프로덕션과 송라이팅, 대중음악과 고급예술 간 격차를 메운 시각 디자인과 동시대 반문화와 베이비 붐 세대를 음악적으로 표현한 점을 극찬했다. 음반은 1968년 개최된 그래미 어워드에서 록 음반으로서는 처음 수여되는 올해의 음반을 포함한 네 부문을 수상했다.
1966년 8월, 비틀즈는 투어와 영원히 결별하고 세 달의 기간 동안 녹음에서 멀어져 휴가를 보낸다. 11월, 런던으로 비행기를 타고 돌아오던 중 폴 매카트니는 에드워드 시대와 관계있는 군사 밴드라는 곡의 아이디어를 구상했고, 이는 최종적으로 《Sgt. Pepper》 콘셉트의 촉매제 구실을 했다. 비틀즈의 여덟 번째 정규 음반의 세션이 열린 날짜와 장소는 11월 24일의 제2 애비 로드 스튜디오였으며, 이들 자신의 유년기에서 영감을 얻은 〈Strawberry Fields Forever〉와 〈Penny Lane〉라는 두 개의 작곡을 녹음했지만, EMI의 압박으로 인해 이 두 개의 곡은 더블 A 싱글로서 출시되었고 또한 음반에서는 미수록됐다.
1967년 2월, 노래 〈Sgt. Pepper's Lonely Hearts Club Band〉의 녹음 뒤 매카트니는 비틀즈에게 음반 전체를 가상의 밴드인 페퍼 상사의 밴드의 공연으로 묘사해 보는 것이 어떻겠냐고 제안했다. 이 다른 자아는 그룹에게 자유와 음악적 실험을 부여했다. 녹음 세션에서 밴드는 1966년도 음반 《Revolver》에서 보여준 기술적 실험에서 한 발 더 나아갔다. 이들은 자신들이 트랙을 라이브로 재현하지 않을 것임을 알고 있었기 때문에 작곡과 녹음에서는 실험적인 접근을 도입했다. 그런 실험이 적용된 예시로는 〈With a Little Help from My Friends〉, 〈Lucy in the Sky with Diamonds〉, 〈A Day in the Life〉 등이 있다. 프로듀서 조지 마틴과 엔지니어 제프 에머릭은 음의 형태를 변화하는 신호 처리를 자유롭게 통용하고 우연적인 크레센도를 연주하는 40인조 관현악단을 사용해 음반녹음에서 신기원을 이뤄냈다. 녹음은 1967년 4월 21일 마무리되었다. 비틀즈를 한 무리의 유명인 및 역사적 인물들의 정중앙에 배치한 광경을 묘사한 표지는 영국 팝 아티스트 피터 블레이크와 잰 하워스가 디자인했다.
음악학 연구가는 《Sgt. Pepper》가 비틀즈의 이전 음반에서 보이는 예술적 성숙을 지속한 것이며, 대중 음악의 확장된 형태를 사용함으로써 이를 진보시켰고, 또한 콘셉트 음반의 초기 시도로도 간주했다. 음반은 극초기 아트 록 LP 중 하나이며 프로그레시브 록의 개발에 이바지했고, 음반 시대의 포문을 연 공헌이 있다고 평가된다. 또한 음반은 보드빌, 서커스, 뮤직 홀, 아방가르드, 웨스턴, 인도 고전 음악 등의 스타일의 영향을 통합한 영국 사이키델릭의 중요 작품 중 하나이다. 2003년, 미국 의회 도서관은 "문화적, 역사적 또는 미술적 중대성"이 있는 작품으로서 국립 녹음 등재목록에 포함시켰다. 같은 해 《롤링 스톤》 지는 역대 가장 위대한 500개 음반에서 1위에 올려놓았다. 2011년이 되어서는 3,200만 장 이상의 판매고를 올려 역사상 가장 많이 팔린 음반 중 하나로 남게 되었다. 케빈 J. 데트마 교수는 《영국 문화에 대한 옥스퍼드 사전》에서 음반을 "역사상 가장 위대하고 중대한 로큰롤 음반"이라고 썼다.

## 배경
저흰 비틀즈로 사는 것에 진절머리가 났습니다. 그 빌어먹을 더벅머리 꼬맹이 네 명이서 재롱을 떠는 게 정말 싫었어요. 우린 어린애가 아니라, 어른이었어요... 그리고 자신을 공연인이 아닌 예술가로 생각했습니다.
1966년, 비틀즈는 라이브 공연에 염증을 느끼기 시작했다. 존 레논은 "밀랍 인형 4개가 무대에 올라가면... 관중은 그걸로 만족하는 거야. 비틀즈 콘서트는 이제 음악과는 아무 관계가 없어. 그저 지독한 부족 의식일 뿐이지."란 말을 남겼다. 6월, 음반 《Revolver》 작업을 마무리한 뒤 2일 후, 그룹은 투어를 시작하기 위해 독일로 출발했다. 함부르크에 있을 때, 그들은 "도쿄에는 가지마. 네 목숨이 위험해."라는 내용의 익명 전보를 받는다. 일본에서 투어 중, 비틀즈는 일본무도관에서의 공연을 반대하는 종교, 보수단체의 위협을 받는다. 추가 예방 조치로, 35,000여명의 경찰이 호텔에서 콘서트 장소로 이동하는 비틀즈를 지키기 위해 동원되었다. 일본의 침착한 청중들에 의해 시끄러운 소리가 사라졌고, 밴드는 자신들의 좋지 못한 라이브 공연을 듣고 충격에 빠진다. 게다가 필리핀에 도착해서는, 필리핀의 영부인 이멜다 마르코스를 방문하지 않았다는 이유로 시민들에게 위협을 받았다. 비틀즈의 매니저 브라이언 엡스타인은 일정을 지키지 못했다며 기분이 좋지 못했다. 런던으로 돌아온 후, 조지 해리슨은 비틀즈의 장기계획에 대한 질문에 이렇게 답했다: "저희는 2주 정도 회복할 시간을 가질 겁니다. 미국에 가서 미국인들에게 얻어 맞기 전에요." 그의 말은 존 레논의 "예수보다 더 유명하다" 발언으로 현실이 되었다. 공식 사과로 긴장은 누그러졌지만, 1966년 9월 미국 투어는 절반만 찬 경기장과 수준 이하의 공연으로 끝났고 이것이 그들의 마지막 콘서트가 되었다.
비틀즈가 영국으로 돌아오자, 그들이 해체를 결정했다는 소문이 돌기 시작했다. 해리슨은 엡스타인에게 밴드를 떠난다는 말을 전하지만, 더 이상 투어는 없을 것이라고 설득하여 남게 되었다. 그룹은 7주 동안 각자의 일에 집중하며 지냈다. 해리슨은 6주 동안 인도에 가서 라비 샹카르의 교육 하에 시타르를 배우기 시작했다. 그와 더불어 힌두 철학에 대한 그의 관심도 증가했다. 폴 매카트니는 조지 마틴과 《패밀리 웨이》의 사운드 트랙을 작업했다. 레논은 영화 《하우 아이 원 더 워》에 출연했고, 런던의 인디카 갤러리에서 미래의 아내 오노 요코를 만나게 된다. 링고 스타는 가족과 함께 시간을 보냈다.

## 콘셉트와 영감
1966년 11월, 비틀즈의 투어 매니저 말 에반스와 폴 매카트니는 케냐에서 런던으로 돌아오던 중, "Sgt. Pepper" 콘셉트의 추동력이 되는 아이디어를 떠올린다. 그의 아이디어는 에드워드 시대의 군악대와 관련되어 있었고, 이렇게 에반스가 만든 이름은 동시대의 샌프란시스코 소재 그룹인 빅 브라더 앤 더 홀딩 컴퍼니와 퀵실버 메신저 서비스와 같은 스타일이었다. 1967년 4월, 매카트니는 비틀즈에게 음반 전체를 가공의 밴드의 공연으로 표현해 볼 것을 제안한다. 이 또다른 밴드는 그들에게 자유와 음악적 실험을 가능케 했다. 매카트니가 설명하길 "전 생각했어요, 우리 자신이 되지 말고. 다른 자아를 개발하자." 마틴은 이렇게 회고했다.
| “ | "페퍼 상사" 자체는 앨범을 반쯤 제작할 때까지 나타나지 않았다. 그건 폴의 곡이었다. 평범한 록 음악이었다... 하지만 우리가 그걸 끝냈을 때, 폴이 말했다, "앨범을 페퍼가 정말 존재하는 것처럼, 페퍼 상사가 녹음한 것처럼 만들어 보는 건 어때? 효과를 넣어서 말이야." 난 그 생각이 마음에 들었고, 그 순간부터 페퍼는 살아 숨쉬기 시작했다. | ” |

1966년, 미국의 음악가이자 비치 보이스의 리더인 브라이언 윌슨은 녹음의 미학과 음반 프로듀서 필 스펙터의 월 오브 사운드, 그리고 비틀즈의 음반 《Rubber Soul》에게 관심을 가졌고, 그의 제작 실력과 완벽한 구성, 편곡을 보여주는 음반 《Pet Sounds》가 나오게끔 한다. 매카트니는 《Pet Sounds》를 듣자 큰 충격을 받았고, 음반에 부단한 영향을 주게 된다. 조지 마틴은 "펫 사운즈가 아니였다면, 페퍼 상사는 존재하지 않았을 것이다... 페퍼는 펫 사운즈와 견주기 위한 시도였다."라고 말한다.
더 머더스 오브 인벤션의 음반 《Freak Out!》 또한 페퍼 상사에게 영향을 준 것으로 언급된다. 저자 필립 노만에 따르면, 페퍼 상사의 녹음 세션 중 매카트니는 계속해서 "이건 우리의 《Freak Out!》이야"이라 말했다고 한다. 음악 저널리스트 쳇 플리포는 매카트니가 첫 콘셉트 앨범으로 여겨지는 《Freak Out!》을 들은 후, 콘셉트 앨범을 만들어 보자는 생각을 하게 되었다고 말한다.

## 커버 삽화
페퍼 상사의 커버는 팝 아트 작가 피터 블레이크와 잔 하워스가 매카트니의 잉크 드로잉을 바탕으로 디자인했다. 아트 디렉터는 로버트 프레이저와 마이클 쿠퍼가 맡았다. LP의 앞면에는 비틀즈가 색색의 서전트 페퍼스 론리 하트 클럽 밴드 코스튬을 입고, 판지를 잘라 만든 실물 크기의 유명인들과 함께 서있다.

## 곡 목록
전체 작사·작곡: 레논-매카트니 (조지 해리슨이 만든 "Within You Without You" 제외)
| #  | 제목                                      | 보컬                 | 재생 시간 |
| -- | ----------------------------------------- | -------------------- | --------- |
| 1. | 〈Sgt. Pepper's Lonely Hearts Club Band〉 | 폴 매카트니          | 2:02      |
| 2. | 〈With a Little Help from My Friends〉    | 링고 스타            | 2:44      |
| 3. | 〈Lucy in the Sky with Diamonds〉         | 존 레논              | 3:28      |
| 4. | 〈Getting Better〉                        | 폴 매카트니          | 2:48      |
| 5. | 〈Fixing a Hole〉                         | 매카트니             | 2:36      |
| 6. | 〈She's Leaving Home〉                    | 폴 매카트니, 존 레논 | 3:35      |
| 7. | 〈Being for the Benefit of Mr. Kite!〉    | 존 레논              | 2:37      |

| #  | 제목                                                | 보컬                              | 재생 시간 |
| -- | --------------------------------------------------- | --------------------------------- | --------- |
| 1. | 〈Within You Without You〉                          | 조지 해리슨                       | 5:04      |
| 2. | 〈When I'm Sixty-Four〉                             | 폴 매카트니                       | 2:37      |
| 3. | 〈Lovely Rita〉                                     | 폴 매카트니                       | 2:42      |
| 4. | 〈Good Morning Good Morning〉                       | 존 레논                           | 2:41      |
| 5. | 〈Sgt. Pepper's Lonely Hearts Club Band (Reprise)〉 | 존 레논, 폴 매카트니, 조지 해리슨 | 1:19      |
| 6. | 〈A Day in the Life〉                               | 존 레논, 폴 매카트니              | 5:39      |

## 차트

### 주간 차트
| 차트                                   | 순위 |
| -------------------------------------- | ---- |
| Australian Kent Music Report           | 1    |
| Canadian RPM Top LPs                   | 1    |
| Norwegian Albums Chart                 | 1    |
| Swedish Kvällstoppen Chart             | 1    |
| UK Albums Chart                        | 1    |
| US Billboard Top LPs                   | 1    |
| West German Media Control Albums Chart | 1    |

| 차트                    | 순위 |
| ----------------------- | ---- |
| Dutch Mega Albums Chart | 2    |
| Japanese Albums Chart   | 3    |
| UK Albums Chart         | 3    |

| 차트                            | 순위 |
| ------------------------------- | ---- |
| Australian Albums Chart         | 16   |
| Belgian Albums Chart (Wallonia) | 22   |
| Brazilian Albums Chart          | 20   |
| Danish Albums Chart             | 20   |
| Finnish Albums Chart            | 9    |
| Italian Albums Chart            | 9    |
| Japanese Albums Chart           | 20   |
| New Zealand Albums Chart        | 12   |
| Norwegian Albums Chart          | 31   |
| Portuguese Albums Chart         | 4    |
| Spanish Albums Chart            | 22   |
| Swedish Albums Chart            | 8    |
| UK Albums Chart                 | 5    |

| \| 차트 (1967) \| 순위 \| \| --------------------------- \| ---- \| \| Australian Albums Chart[25] \| 1 \| \| UK Albums Chart[49] \| 1 \| \| US Billboard Year-End[50] \| 10 \| \| 차트 (1968) \| 순위 \| \| Australian Albums Chart[25] \| 3 \| \| US Billboard Year-End[51] \| 6 \| |      |
| 차트 (1967) | 순위 |
| Australian Albums Chart | 1    |
| UK Albums Chart | 1    |
| US Billboard Year-End | 10   |
| 차트 (1968) | 순위 |
| Australian Albums Chart | 3    |
| US Billboard Year-End | 6    |

## 인증
| 국가                                                                                         | 인증         | 판매량/출하량 |
| -------------------------------------------------------------------------------------------- | ------------ | ------------- |
| 아르헨티나 (CAPIF)                                                                           | 2× 플래티넘  | 120,000^      |
| 아르헨티나 (CAPIF) 1987 CD issue                                                             | 3× 플래티넘  | 180,000^      |
| 오스트레일리아 (ARIA)                                                                        | 4× 플래티넘  | 280,000^      |
| 브라질 (Pro-Música Brasil)                                                                   | 골드         | 100,000*      |
| 캐나다 (뮤직 캐나다)                                                                         | 8× 플래티넘  | 800,000^      |
| 프랑스 (SNEP)                                                                                | 골드         | 717,400       |
| 독일 (BVMI)                                                                                  | 플래티넘     | 500,000^      |
| 이탈리아 (FIMI)                                                                              | 플래티넘     | 50,000        |
| 일본 (오리콘 차트)                                                                           | —            | 208,000       |
| 뉴질랜드 (RMNZ)                                                                              | 6× 플래티넘  | 90,000^       |
| 영국 (BPI)                                                                                   | 17× 플래티넘 | 5,340,000     |
| 미국 (RIAA)                                                                                  | 11× 플래티넘 | 11,000,000^   |
| *판매량을 기반으로 한 인증 · ^출하량을 기반으로 한 인증 · 판매량+스트리밍을 기반으로 한 인증 |              |               |

## 참고 자료
- Ashby, Arved Mark, 편집. (2004). 《The Pleasure of Modernist Music: Listening, Meaning, Intention, Ideology》. Boydell & Brewer. ISBN 978-1-58046-143-6.
- Awde, Nick (2008). 《Mellotron: The Machine and the Musicians that Revolutionised Rock》. Desert Hearts. ISBN 978-1-898948-02-5.
- Babiuk, Andy (2002).  Bacon, Tony, 편집. 《Beatles Gear: All the Fab Four's Instruments, from Stage to Studio》 Revis판. Backbeat Books. ISBN 978-0-87930-731-8.
- Bannister, Matthew (2007). 《White Boys, White Noise: Masculinities and 1980s Indie Guitar Rock》. Ashgate Publishing, Ltd. ISBN 978-0-7546-8803-7.
- The Beatles (2000). 《The Beatles Anthology》. Weidenfeld & Nicolson. ISBN 978-0-304-35605-8.
- Blaney, John (2007). 《Lennon and McCartney: Together Alone》 1판. Jawbone Press. ISBN 978-1-906002-02-2.
- Christgau, Robert (2006) [December 1967]. 〈Robert Christgau: 'Secular Music', from Esquire magazine〉.   Sawyers, June Skinner. 《Read the Beatles: Classic and New Writings on the Beatles, Their Legacy, and Why They Still Matter》. Penguin Books. ISBN 978-0-14-303732-3.
- Covach, John (1997). 〈Progressive Rock and the Boundaries of Style〉. 《Understanding Rock: Essays in Musical Analysis》. Oxford University Press. ISBN 978-0-19-535662-5.
- Cross, Craig (2005). 《The Beatles: Day-by-day, Song-by-song, Record-by-record》. ISBN 978-0-595-34663-9.
- Crouse, Richard (2000). 《Big Bang, Baby》. Dundurn. ISBN 978-0-88882-219-2.
- Davies, Hunter (2009) [1968]. 《The Beatles》 Revis a updat판. W.W. Norton. ISBN 978-0-393-33874-4.
- Elicker, Martina (2001). 〈Concept Albums: Song Cycles in Popular Music〉.   Wolf, Werner; Bernhart, Walter. 《Essays on the Song Cycle and on Defining the Field》. Rodopi B.V. 227쪽. ISBN 978-90-420-1565-4.
- Edmondson, Jacqueline, 편집. (2013). 《Music in American Life: An Encyclopedia of the Songs, Styles, Stars, and Stories that Shaped our Culture》. ABC-CLIO. ISBN 978-0-313-39348-8.
- Emerick, Geoff; Massey, Howard (2006). 《Here, There and Everywhere: My Life Recording the Music of the Beatles》. Gotham. ISBN 978-1-59240-269-4.
- Everett, Walter (1999). 《The Beatles as Musicians: Revolver Through the Anthology》. Oxford University Press. ISBN 978-0-19-512941-0.
- Glausser, Wayne (2011). 《Cultural Encyclopedia of LSD》. MacFarland. ISBN 978-0-7864-4785-5.
- Goldstein, Richard (2006) [May 1967]. 〈We Still Need the Beatles, but ...〉.   Sawyers, June Skinner. 《Read the Beatles: Classic and New Writings on the Beatles, Their Legacy, and Why They Still Matter》. Penguin Books. ISBN 978-0-14-303732-3.
- Gould, Jonathan (2007). 《Can't Buy Me Love: The Beatles, Britain and America》 Fir Paperback판. Three Rivers Press. ISBN 978-0-307-35338-2.
- Graff, Gary; Durchholz, Daniel (1999). 《MusicHound Rock: The Essential Album Guide》. Visible Ink Press. ISBN 978-1-57859-061-2.
- Hannan, Michael (2008). 〈The sound design of Sgt. Pepper's Lonely Hearts Club Band〉.   Julien, Olivier. 《Sgt. Pepper and the Beatles: It Was Forty Years Ago Today》. Ashgate. ISBN 978-0-7546-6708-7.
- Harry, Bill (2000). 《The John Lennon Encyclopedia》. Virgin. ISBN 978-0-7535-0404-8.
- Harry, Bill (2002). 《The Paul McCartney Encyclopedia》. Virgin. ISBN 978-0-7535-0716-2.
- Holm-Hudson, Kevin (2008). 《Genesis and The Lamb Lies Down on Broadway》. Ashgate. ISBN 978-0-7546-6139-9.
- Ingham, Chris (2006). 《The Rough Guide to the Beatles》 2판. London: Rough Guides/Penguin. ISBN 978-1-84836-525-4.
- Inglis, Ian (2008). 〈Cover story: magic, myth, and music〉.   Julien, Olivier. 《Sgt. Pepper and the Beatles: It Was Forty Years Ago Today》. Ashgate. ISBN 978-0-7546-6708-7.
- Jones, Carys Wyn (2008). 《The Rock Canon》. Ashgate. ISBN 978-0-7546-6244-0.
- Julien, Oliver (2008a). 〈Preface〉.   Julien, Olivier. 《Sgt. Pepper and the Beatles: It Was Forty Years Ago Today》. Ashgate. ISBN 978-0-7546-6708-7.
- Julien, Oliver (2008b). 〈'Their production will be second to none': an introduction to Sgt. Pepper〉.   Julien, Olivier. 《Sgt. Pepper and the Beatles: It Was Forty Years Ago Today》. Ashgate. ISBN 978-0-7546-6708-7.
- Julien, Oliver (2008c). 〈'A lucky man who made the grade': Sgt. Pepper and the rise of a phonographic tradition in twentieth-century popular music〉.   Julien, Olivier. 《Sgt. Pepper and the Beatles: It Was Forty Years Ago Today》. Ashgate. ISBN 978-0-7546-6708-7.
- Kastan, David Scott (2006). 《Oxford Encyclopedia of British Literature》 1. Oxford University Press. ISBN 978-0-19-516921-8.
- Kimsey, John (2008). 〈The Whatchamucallit in the garden: Sgt. Pepper and fables of interference〉.   Julien, Olivier. 《Sgt. Pepper and the Beatles: It Was Forty Years Ago Today》. Ashgate. ISBN 978-0-7546-6708-7.
- Kimsey, John (2009). 〈The Beatles and Popular Music Studies〉.   Womack; Kenneth. 《The Cambridge Companion to the Beatles》. Cambridge Companions to Music. Cambridge University Press. ISBN 978-0-521-68976-2.
- Larkin, Colin (1994). 《Guinness Book of Top 1000 Albums》 1판. Gullane Children's Books. ISBN 978-0-85112-786-6.
- Larkin, Colin (1998). 《Virgin All-time Top 1000 Albums》 2판. Virgin. ISBN 978-0-7535-0258-7.
- Levy, Joe, 편집. (2005). 《Rolling Stone's 500 Greatest Albums of All Time》 Fir Paperback판. Wenner Books. ISBN 978-1-932958-61-4.
- Lewisohn, Mark (1988). 《The Beatles Recording Sessions》. Harmony Books. ISBN 978-0-517-57066-1.
- Lewisohn, Mark (1992). 《The Complete Beatles Chronicle:The Definitive Day-By-Day Guide To The Beatles' Entire Career》 2010판. Chicago Review Press. ISBN 978-1-56976-534-0.
- 틀:Cite liner notes
- MacDonald, Ian (2005). 《Revolution in the Head: The Beatles' Records and the Sixties》 3판. Chicago Review Press. ISBN 978-1-55652-733-3.
- MacFarlane, Thomas (2008). 〈Sgt. Pepper's quest for extended form〉.   Julien, Olivier. 《Sgt. Pepper and the Beatles: It Was Forty Years Ago Today》. Ashgate. ISBN 978-0-7546-6708-7.
- Marcus, Greil, 편집. (2007). 《Stranded: Rock and Roll for a Desert Island》 2판. Da Capo. ISBN 978-0-306-81532-4.
- Martin, George (1994). 《All You Need is Ears》. St. Martin's Press. ISBN 978-0-312-11482-4.
- Martin, George; Pearson, William (1994). 《Summer of Love: The making of Sgt. Pepper》. Macmillan. ISBN 978-0-333-60398-7.
- Miles, Barry (1997). 《Paul McCartney: Many Years From Now》 1 Hacover판. Henry Holt & Company. ISBN 978-0-8050-5248-0.
- Miles, Barry (2009년 10월 27일). 《The Beatles Diary Volume 1: The Beatles Years》. Omnibus Press. ISBN 978-0-85712-000-7.
- Moore, Allan F. (1997). 《The Beatles: Sgt. Pepper's Lonely Hearts Club Band》. Cambridge University Press. ISBN 978-0-521-57484-6.
- Moore, Alan F. (2002). 《Rock: The Primary Text: Developing a Musicology of Rock》 2판. Ashgate. ISBN 978-0-7546-0298-9.
- Moore, Alan F. (2008). 〈The act you've known for all these years: a re-encounter with Sgt. Pepper〉.   Julien, Olivier. 《Sgt. Pepper and the Beatles: It Was Forty Years Ago Today》. Ashgate. ISBN 978-0-7546-6708-7.
- O'Grady, Terence (2008). 〈Sgt. Pepper and the diverging aesthetics of Lennon and McCartney〉.   Julien, Olivier. 《Sgt. Pepper and the Beatles: It Was Forty Years Ago Today》. Ashgate. ISBN 978-0-7546-6708-7.
- Riley, Tim (1988). 《Tell Me Why: The Beatles: Album By Album, Song By Song, The Sixties And After》. Alfred A. Knopf. ISBN 978-0-394-55061-9.
- Roberts, David (editor) (2005). 《British Hit Singles & Albums》 18판. Guinness World Records Limited. ISBN 978-1-904994-00-8.
- Rodriguez, Robert (2012). 《Revolver: How the Beatles Reimagined Rock 'n' Roll》. Milwaukee, WI: Backbeat Books. ISBN 978-1-61713-009-0.
- Romano, Will (2010). 《Mountains Come Out of the Sky: The Illustrated History of Prog Rock》. Backbeat Books. ISBN 978-1-61713-375-6.
- Rosen, Craig (1996). 《The Billboard Book of Number One Albums》. Billboard Books. ISBN 978-0-8230-7586-7.
- Scapelliti, Christopher (June 2007). “The Making of Sgt. Pepper: Rock's Big Bang”. 《Guitar World》 28 (6).
- Schaffner, Nicholas (1978). 《The Beatles Forever》. McGraw-Hill. ISBN 0-07-055087-5.
- Sheff, David (1981).  Golson, G. Barry, 편집. 《All We Are Saying: The Last Major Interview with John Lennon and Yoko Ono》 2000판. St Martin's Griffin. ISBN 978-0-312-25464-3.
- Sounes, Howard (2010). 《Fab: An Intimate Life of Paul McCartney》. Da Capo Press. ISBN 978-0-306-81783-0.
- Southall, Brian; Perry, Rupert (contributor) (2006). 《Northern Songs: The True Story of the Beatles Song Publishing Empire》. Omnibus. ISBN 978-1-84609-237-4.
- Spitz, Bob (2005). 《The Beatles: The Biography》. Little, Brown and Company. ISBN 978-0-7394-6966-8.
- Tillery, Gary (2011). 《Working Class Mystic: A Spiritual Biography of George Harrison》. Quest. ISBN 978-0-8356-0900-5.
- Wagner, Naphtali (2008). 〈The Beatles' psycheclassical synthesis: psychedelic classicism and classical psychedelia in Sgt. Pepper〉.   Julien, Olivier. 《Sgt. Pepper and the Beatles: It Was Forty Years Ago Today》. Ashgate. ISBN 978-0-7546-6708-7.
- Whiteley, Sheila (2008). 〈'Tangerine trees and marmalade skies': cultural agendas or optimistic escapism?〉.   Julien, Olivier. 《Sgt. Pepper and the Beatles: It Was Forty Years Ago Today》. Ashgate. ISBN 978-0-7546-6708-7.
- Womack, Kenneth (2007). 《Long and Winding Roads: The Evolving Artistry of the Beatles》. Continuum. ISBN 978-0-8264-1746-6.
- 히피 '사랑의 여름'의 음악적 완성.. 팝음반사상 최고의 명반 보관됨 2016-10-01 - 웨이백 머신, 임진모
- 스튜디오 실험의 궁극 『페퍼상사』[깨진 링크(과거 내용 찾기)]